# Felipe de Ibelín (bailío de Chipre)
Felipe de Ibelín (aprox. 1180 - 1227), segundo hijo de Balián de Ibelín, señor de Ibelín y Nablus, y María Comnena, viuda del rey Amalarico I de Jerusalén.
El rey Hugo I de Chipre murió en 1218, dejando a un heredero, Enrique I, con nueve meses de edad. La regencia fue confiada a la reina madre Alicia de Champaña, pero no tenía gusto por el poder y nombró a Felipe de Ibelín regente. Fue regente diez años, hasta su muerte en 1227.
Primero se casó con María, hija de Vahram de Coricos, mariscal de Armenia, después (1208) con Alicia de Montbéliard-Montfaucon, hija de Amadeo II de Montfaucon, y tuvo, de este segundo matrimonio:
- Juan de Ibelín (fallecido en 1266), conde de Jaffa y Ascalón, bailío de Jerusalén